# Siphlophis
Siphlophis is een geslacht van slangen uit de familie toornslangachtigen (Colubridae) en de onderfamilie Dipsadinae.

## Naam en indeling
De wetenschappelijke naam van de groep werd voor het eerst voorgesteld door Leopold Fitzinger in 1843. Er zijn zeven verschillende soorten, inclusief de pas in 2014 wetenschappelijk beschreven soort Siphlophis ayauma.

## Verspreiding en habitat
Alle soorten komen voor in delen van Midden- en Zuid-Amerika en leven in de landen Costa Rica, Panama, Frans-Guyana, Guyana, Peru, Brazilië, Bolivia, Colombia, Ecuador, Venezuela en Trinidad. De habitat bestaat uit vochtige tropische en subtropische berg- en laaglandbossen, tropische en subtropische droge bossen, droge savannen en scrublands. Ook in door de mens aangepaste streken zoals weilanden en plantages kunnen de dieren worden aangetroffen.

## Beschermingsstatus
Door de internationale natuurbeschermingsorganisatie IUCN is aan zes soorten een beschermingsstatus toegewezen. De slangen worden beschouwd als 'veilig' (Least Concern of LC).

## Soorten
Het geslacht omvat de volgende soorten, met de auteur en het verspreidingsgebied.
| Naam                     | Auteur                                      | Verspreidingsgebied                                                                                       |
| ------------------------ | ------------------------------------------- | --- |
| Siphlophis ayauma        | Sheehy, Yánez-Muñoz, Valencia & Smith, 2014 | Ecuador                                                                                                   |
| Siphlophis cervinus      | Laurenti, 1768                              | Bolivia, Brazilië, Panama, Trinidad, Frans-Guyana, Guyana, Colombia, Ecuador, Venezuela, mogelijk in Peru |
| Siphlophis compressus    | Daudin, 1803                                | Costa Rica, Panama, Frans-Guyana, Guyana, Peru, Brazilië, Bolivia, Colombia, Ecuador, Venezuela, Trinidad |
| Siphlophis leucocephalus | Günther, 1863                               | Brazilië                                                                                                  |
| Siphlophis longicaudatus | Andersson, 1901                             | Brazilië                                                                                                  |
| Siphlophis pulcher       | Raddi, 1820                                 | Brazilië                                                                                                  |
| Siphlophis worontzowi    | Prado, 1940                                 | Brazilië, Peru, Bolivia                                                                                   |